# Macari Macres
Macari Macres o Macari Macra o Macari Macre (en llatí Macarius Macres, Macra o Macrus, en grec antic Μακάδριος Μακρῆς ὁ Μακρός) va ser un monjo grec del Mont Atos que va viure al segle xv, íntim amic de Jordi Esfrantzes que el va patrocinar perquè fos nomenat hegumen (abat) del monestir del Totpoderós (τοῦ Παντοκράτορος) a Constantinoble. També va obtenir la dignitat de protosincel·le.
Es va oposar a l'església llatina i es va enfrontar al patriarca Josep II de Constantinoble, partidari de la unió de les esglésies. Joan VIII Paleòleg el va enviar com ambaixador al papa Martí V, per discutir sobre la convocatòria d'un concili d'unió. Va morir a la tornada, l'any 1431.
No se sap si era la mateixa persona que el monjo Macari del monestir de Xanthopulus (o Xanthopulos), del que e diu que era un religiós d'origen jueu i pare espiritual de l'emperador Manuel II Paleòleg. En canvi és clar que era diferent de Macari Curunes (Κουρουνας) un altre ambaixador de l'emperador Joan al Papa, però en data posterior al 1431.
Macari Macres va escriure una obra contra la doctrina llatina de la processó de l'Esperit Sant amb el títol Ὅτι τὸ λεγειν καὶ ἐκ τοῦ Ψοίῦ τὸ πνεῦμα τὸ ἅγιον ἐκπορεύεσθαι οὒτε ἀναγκαῖόν ἐστιν ἀλλὰ καινοτομία τῆς ὀρθοδόξον πιστεως, Quod necessarium non est, sed Innovatio Fidei, dicere et Filio procedere Spiritum Sanctum, obra que cita Lleó Al·laci. Fabricius l'inclou a la Bibliotheca Graeca.